# Kendrickia walkeri
Kendrickia es un género monotípico de plantas fanerógamas pertenecientes a la familia Melastomataceae. Su única especie es: Kendrickia walkeri.

## Taxonomía
El género fue descrito por Joseph Dalton Hooker  y publicado en Genera Plantarum 1: 731, 751. 1867. La especie fue aceptada y publicado en Genera Filicum 1: 752. 1867.